# طريق الكهرمان

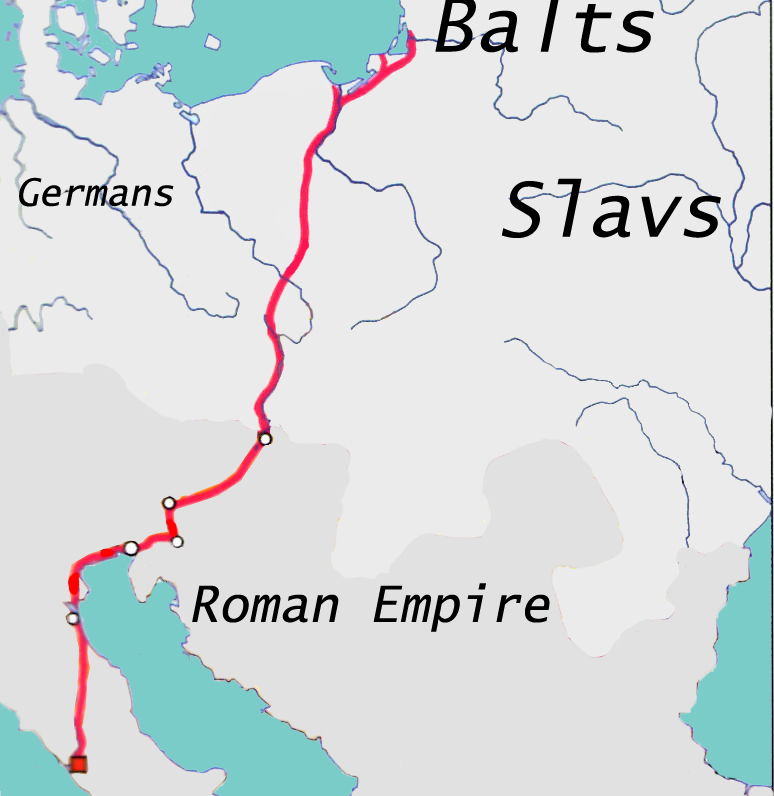
طريق الكهرمان

طريق الكهرمان هو طريق تجارية قديم كان التجار يسلكه في بيع سلعة الكهرمان انطلاقاً من المناطق الساحلية في بحر الشمال وبحر البلطيق إلى البحر المتوسط.
كان هذا الطريق حيوياً بالنسبة لقارة أوروبا، إذ كان يربط شمالها بجنوبها، وكان مزدهراً في عصر الإمبراطورية الرومانية، وكانت السفن تعبر الأنهار مثل فيستولا ودنيبر ناقلة الكهرمان إلى سواحل إيطاليا على المتوسط ومنه إلى الدو المجاورة مثل اليونان ومصر وسوريا.

## اقرأ أيضاً
- طريق الحرير